# Spree
Spree (nemško: [ˈʃpʁeː] (); lužiščina Sprjewja, češko Spréva) je glavni pritok reke Havel in je dolga približno 400 kilometrov. Spree je veliko daljša od Havla, v katero se izliva pri Berlin-Spandau; Havel se nato pri Havelbergu izlije v Labo. Reka izvira v Lužiškem višavju, ki je del Sudetov, v Lužiškem delu Saške, kjer ima tri izvire: zgodovinski Spreeborn v vasi Spreedorf, z vodo najbogatejšega v Neugersdorfu in najvišje ležečega v Eibauju. Spree nato teče proti severu skozi Gornjo in Spodnjo Lužico, kjer prečka mejo med Saško in Brandenburgom. Po prehodu skozi Cottbus tvori gozd Spreewald, veliko celinsko delto in biosferni rezervat. Nato teče skozi jezero Schwielochsee pred vstopom v Berlin, kot Müggelspree.
Spree je glavna reka Berlina, Brandenburga, Lužic in naselitvenega območja Lužiških Srbov, ki reko imenujejo Sprjewja; ime izhaja iz spreutaną 'izskočiti naprej'. Na zelo kratki razdalji blizu svojih izvirov predstavlja Spree, kot Spréva, mejo med Nemčijo (Saška) in Češko. Najdaljša pritoka Spree sta Dahme (sotočje v Berlin-Köpenick) in Schwarzer Schöps (sotočje v Sprey), druga znana pritoka (ker sta berlinski reki) sta Panke in Wuhle.

## Potek
Izvira v Lužiških gorah in teče proti severu skozi Bautzen in Spremberg.
V Spreewaldu reka teče skozi mesta Lübbenau, Lübben in Leibsch. Tik pod Leibschom kanal za pomoč pri poplavah Dahme preusmerja vodo iz Spree v reko Dahme pri Märkisch Buchholzu. Spree se nadaljuje proti severu od Leibscha, preden se izlije v Neuendorfer See na severnem robu Spreewalda. Od Neundorfer See nato teče v vzhodni smeri do Schwielochseeja in nato v severni in zahodni smeri do mesta Fürstenwalde. Od Fürstenwalda reka teče naprej proti zahodu, skozi Dämeritzsee in Müggelsee, do Köpenick v jugovzhodnem delu Berlina, kjer se ji pridruži njen pritok, reka Dahme.
Končni dosežek Spree je tam, kjer je najbolj znan. Teče skozi mestno središče Berlina in se pridruži reki Havel v Spandauu, enem od zahodnih okrožij Berlina, ki se na koncu zlije z Labo in vstopi v morje v Cuxhavnu, potem ko teče skozi Hamburg. Na svoji poti skozi Berlin reka teče mimo Berlinske stolnice (Berliner Dom), Reichstaga in palače Charlottenburg. Sloviti Muzejski otok (Museumsinsel) z zbirko petih velikih muzejev je otok v reki Spree.
Leta 2004 so na Spree v Berlinu odprli plavalni bazen Badeschiff.

## Plovba
Mala plovila, kot so punti, se pogosto uporabljajo v mokriščih Spreewalda. Večja plovila lahko sežejo gorvodno do Leibscha, čeprav so zgornji tokovi razmeroma plitvi in jih običajno uporabljajo samo plovila za prosti čas. Nekateri vmesni tokovi so neplovni in jih obidejo kanali.
Na odseku približno 20 kilometrov vzhodno od in teče skozi Fürstenwalde je reka del kanala Odra-Spree. Na tem delu in na delu zahodno od sotočja z reko Dahme pri Köpenicku je reka del sekundarne komercialne povezave med Berlinom in reko Odro ter s tem Poljsko. Kanal se odcepi od Spree vzhodno od Fürstenwalde in se kasneje združi z reko Dahme pri (jezeru) Seddinsee.
V Berlinu je Spree del gostega omrežja plovnih vodnih poti, od katerih so mnoge umetne in ponujajo široko izbiro poti. V tem omrežju je več pomembnih trgovskih pristanišč, vlačilci in barže pa prevažajo pesek, žito, opeko in pivo. Turistični čolni pogosto obiščejo osrednji del reke Spree in njene sosednje vodne poti.

## Berlinski zid
Veliko ljudi je umrlo v Spree med hladno vojno, ko so poskušali prečkati Berlinski zid, vključno z otroki, ki so se utopili, ko reševalcem ni bilo dovoljeno vstopiti v reko, da bi jih rešili.

## Galerija
- Spree v Bautzenu
- Spree severno od Bautzena
- Spree v Spreewaldu
- Spree z Berlin Hauptbahnhof in vhodom v kanal
- Urad zveznega kanclerja (Berlin) na Spree
- Bodejev muzej na vrhu Muzejskega otoka v reki Spree
- Spree v središču Berlina z mostom Oberbaumbrücke
- Spree Shore v berlinskem Friedrichshainu